# آرامگاه قطب‌الدین یوسف
آرامگاه قطب الدین یوسف مربوط به سدهٔ ۸ ه.ق است و در شهرستان شیراز، شهرک گویم واقع شده و این اثر در تاریخ ۳۰ تیر ۱۳۵۲ با شمارهٔ ثبت ۹۴۶ به‌عنوان یکی از آثار ملی ایران به ثبت رسیده است.